# スリョ・アグン・ウィボウォ
スリョ・アグン・ウィボウォ（Suryo Agung Wibowo、1983年10月8日 - ）はインドネシアの男子陸上競技選手。専門は短距離走。
2008年の北京オリンピックでは100メートル走の代表として2次予選で敗退した。オーストラリアのケアンズで開催された2010年オセアニア陸上競技選手権大会では大会記録となる10秒52の記録で金メダルを獲得した。